# La vita leggendaria di Ernest Hemingway
La vita leggendaria di Ernest Hemingway (conosciuto anche come Hemingway, fiesta e morte) è una miniserie televisiva del 1989 di produzione italo-spagnola diretta da José María Sánchez. Il cast è composto da Victor Garber, Joe Pesci, Rom Anderson, Karen Black, Gianni Cavina, Annie Girardot, Ángela Molina e Bruno Ganz. In Italia fu trasmesso in 2 puntate, per la prima volta, da Rete 4 il 5 e 6 ottobre 1989, in prima serata.

## Trama
Ernest Hemingway, prossimo ai sessant'anni e malato di depressione, ripercorre la sua esistenza, dall'infanzia con papà Clarence, all'arruolamento volontario nella prima guerra mondiale, al suo primo matrimonio e all'amicizia con una donna misteriosa. Nel frattempo, il suo romanzo Addio alle armi lo rende famoso. La rottura con la moglie, il secondo matrimonio ugualmente fallito in Spagna e il suicidio rappresentano l'epilogo della vicenda.